# Филипп, Эдуар
Эдуа́р Шарль Фили́пп (фр. Édouard Charles Philippe; род. 28 ноября 1970, Руан, Франция) — французский политик, депутат Национального собрания Франции, премьер-министр Франции (2017—2020), мэр города Гавра (2010—2017, с 2020).

## Биография
Родился 28 ноября 1970 года в Руане (департамент Приморская Сена). В 1992 году окончил Институт политических исследований («Sciences Po») в Париже, в 1996 году — Национальную школу администрации. Трудовую деятельность начал в Государственном совете Франции, где занимался государственными закупками.
Ещё во время обучения в Sciences Po Эдуар Филипп вступил в Социалистическую партию и участвовал в политической кампании тогдашнего премьер-министра Мишеля Рокара. Затем его политические взгляды сместились вправо. В 2001 году он был включён в правый список Антуана Рюфенаша на муниципальных выборах в Гавре, и после победы списка занял пост одного из вице-мэров. В 2002 году впервые попробовал баллотироваться в Национальное собрание Франции по 8-му избирательному округу, но потерпел неудачу. В этом же году по приглашению Алена Жюппе принял активное участие в создании партии Союз за народное движение.
В 2004 году Жюппе был вынужден уйти в отставку с должности председателя СНД из-за скандала с фиктивным наймом персонала, и Филипп, являвшийся генеральным директором служб Движения, также ушёл в отставку, занявшись юридической практикой в адвокатском бюро. В 2007 году, когда Жюппе на один месяц получил портфель министра экологии, Филипп работал в его канцелярии, но тот потерпел поражение в своём округе на парламентских выборах и лишился портфеля во втором правительстве Фийона. В этой связи Филипп вновь потерял работу на государственной службе и с 2007 по 2010 год состоял в совете директоров энергетической компании Areva.
В 2008 году Эдуар Филипп был избран членом Генерального совета департамента Приморская Сена от кантона Гавр-5. В этом же году вновь был назначен вице-мэром Гавра, отвечал за экономическое развитие и работу порта, занятость, профессиональную подготовку, образование и международные отношения. В 2009 году он стал заместителем мэра по вопросам градостроительства, городской инфраструктуры и развитию порта. После отставки Антуана Рюфенаша 24 октября 2010 года избирается мэром Гавра.
С 2007 года Эдуар Филипп являлся заместителем депутата Национального собрания Франции по 7-му избирательному округу департамента Приморская Сена Жана-Ива Бессела. После смерти Бессела в марте 2012 года формально занял его место, но в работе Национального собрания не участвовал. На прошедших в июне того же года очередных выборах стал кандидатом правых по 7-му округу и был избран депутатом. В марте 2014 года возглавляемый Эдуаром Филиппом правый список победил в 1-м туре муниципальных выборов в Гавре, и он сохранил за собой пост мэра.
В 2016 году активно поддерживал Алена Жюппе при подготовке к президентских праймериз правых.

### Премьер-министр

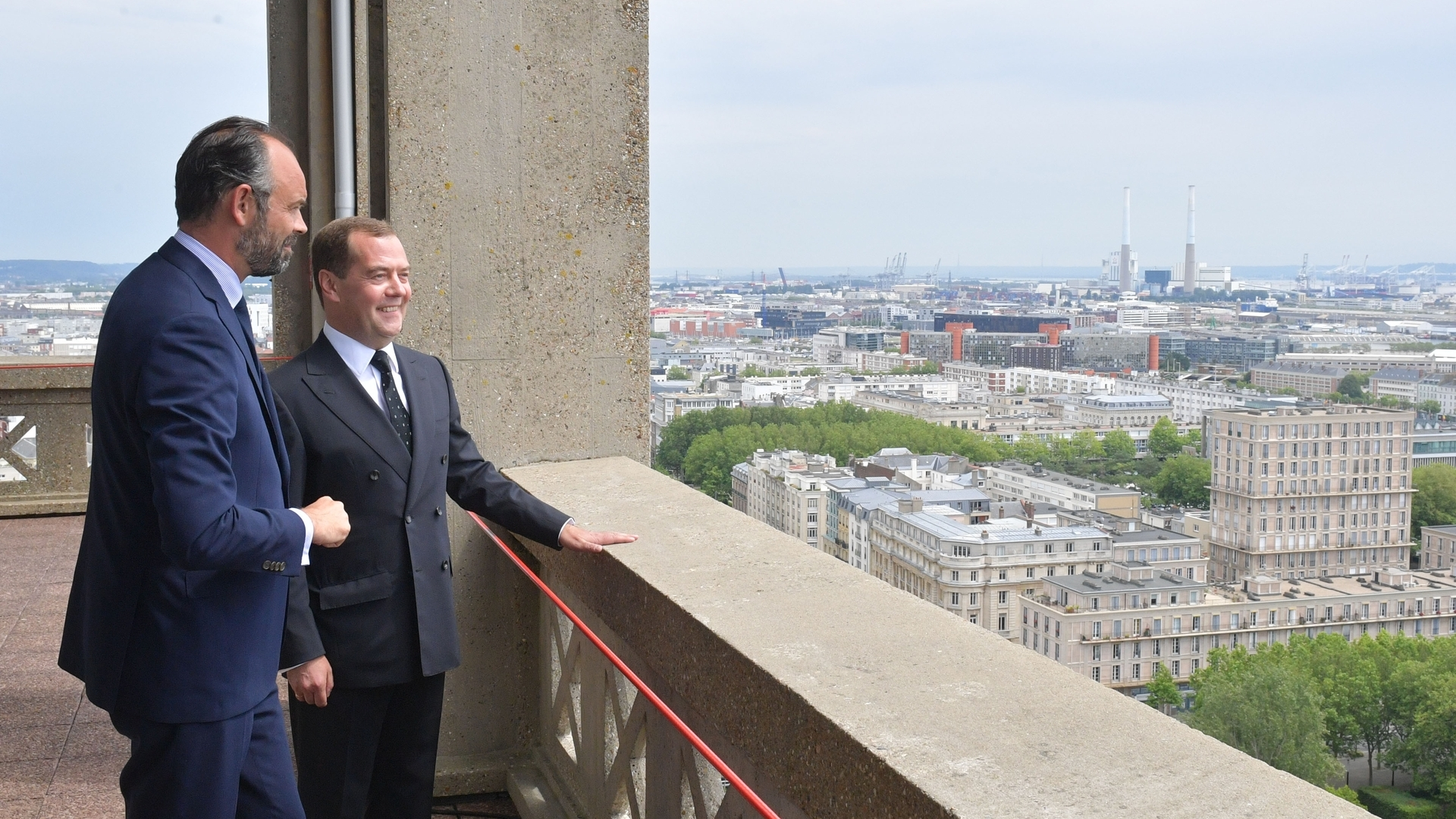
Э. Филипп с российским премьер-министром Д. Медведевым в Гавре, 24 июня 2019 года

15 мая 2017 года решением Эмманюэля Макрона назначен премьер-министром Франции и сформировал своё правительство.
11 и 18 июня 2017 года состоялись два тура парламентских выборов, по итогам которых располагавшая прежде большинством в Национальном собрании Социалистическая партия потерпела сокрушительное поражение.
19 июня президент Макрон поручил Филиппу сформировать новое правительство, и вечером 21 июня был объявлен его состав.
31 октября 2017 года Политическое бюро республиканцев приняло решение об исключении из партии лиц, вошедших в действующее правительство, в том числе Эдуара Филиппа.
3 октября 2018 года Филипп приступил к исполнению обязанностей министра внутренних дел своего кабинета после отставки Жерара Коллона (16 октября 2018 года портфель министра внутренних дел получил Кристоф Кастанер).
Согласно результатам социологического исследования, проведённого Французским институтом общественного мнения (IFOP) 12 и 20 июня 2020 года, деятельность президента Макрона в той или иной степени одобрили 38 % опрошенных, а деятельность Филиппа — 50 %.
28 июня 2020 года Эдуар Филипп одержал победу во втором туре муниципальных выборов в Гавре — за возглавляемый им список проголосовали 58,83 % избирателей, а за сторонников коммуниста Жан-Поля Лекока — 41,16 %.
3 июля 2020 года ушёл в отставку с должности премьер-министра, решив продолжить карьеру в качестве мэра Гавра.

### Возвращение в Гавр
5 июля 2020 года депутаты муниципального совета Гавра подавляющим большинством голосов избрали Эдуара Филиппа мэром города — он получил 47 голосов против 12, поданных за Жана-Поля Лекока.
15 июля 2020 года избран президентом метрополии Гавр-Сена, насчитывающей 54 коммуны с населением общей численностью 275 000 человек.
20 октября 2020 года полиция обыскала дом Эдуара Филиппа в рамках расследования действий его правительства по борьбе с эпидемией COVID-19.
27 октября 2020 года вошёл в совет директоров корпорации Atos.
9 октября 2021 года на конференции в Гавре с участием видных представителей правящей коалиции учреждена партия «Горизонты» — проект Эдуара Филиппа, призванный консолидировать поддержку президенту Макрону в правой части политического спектра.

## Политическая карьера
18 марта 2001 — 15 марта 2008 — член совета города Гавр
29 марта 2004 — 18 марта 2008 — член Совета региона Верхняя Нормандия
16 марта 2008 — 20 марта 2017 — мэр города Гавр
17 марта 2008 — 22 апреля 2012 — член Генерального совета департамента Приморская Сена от кантона Гавр-5
23 марта 2012 — 15 июня 2017 — депутат Национального собрания Франции от 7-го избирательного округа департамента Приморская Сена
15 мая 2017 — 3 июля 2020 — премьер-министр Франции
с 5 июля 2020 — мэр города Гавр

## Труды
- Avec Gilles Boyer. L'Heure de vérité. — Flammarion, 2007. — ISBN 9782081237728.
- Avec Gilles Boyer. Dans l'ombre. — Jean-Claude Lattès[англ.], 2011. — ISBN 9782709637558.
- Des hommes qui lisent. — Jean-Claude Lattès[англ.], 2017. — ISBN 9782709661430.
- Avec Gilles Boyer. Impressions et lignes claires. — Jean-Claude Lattès[англ.], 2021.

## Награды
- Великий офицер Ордена Почётного легиона (2020, согласно указу президента Саркози от 2008 года о награждении всех бывших премьер-министров, занимавших должность более двух лет; из-за эпидемии COVID-19 церемония была перенесена с октября 2020 года и состоялась 15 июня 2021 года в Елисейском дворце)[17].
- Большой крест Ордена «За заслуги» (2017)[18].